# 버지니아 대학교
버지니아대학교(University of Virginia, 약칭 U.Va., UVA)는 미국 버지니아주 샬러츠빌(Charlottesville, 약칭 Cville)에 1819년에 토머스 제퍼슨 제 3대 미국 대통령에 의해 설립된 공립 대학교이다. 그런 이유로 종종 'Mr. Jefferson's University'라고 불린다. UC Berkeley, Michigan 등과 함께 미국 내 최상위권 주립대학 중 하나이다.
미국 대학 중 유일하게 유네스코 세계유산으로 지정된 대학교이며, 퍼블릭 아이비 중 하나이다.  특히 로스쿨과 경영대학원, 재무학, 회계학, 교육학, 인문학 등의 명성이 높다. 미국 500대 기업 최고경영자(CEO)를 가장 많이 배출한 대학이다.
2025년 4월 발표된 US News 미국 대학 평가에서는 전국 24위였다. 지난 수십년동안 전미 순위 20~25위권을 유지해왔다. 학부 경영대학(Undergraduate Business)인 McIntire School of Commerce는 전미 순위 4위, 법학전문대학원(Law School)은 전미 4위, 교육대학원(School of Education and Human Development)은 전미 6위, 경영대학원(Darden School of Business)은 전미 11위이다. 원래 문과 계통이 매우 좋은 대학이지만 공대(College of Engineering & Applied Sciences)도 30위권으로 우수하다. 다른 평가기관인 value-colleges 평가의 "Top 50 Best Value Engineering Programs"에서는 18위이다.
28대 미국 대통령 우드로 윌슨과 법무장관 로버트 케네디가 졸업한 것으로 유명하다. 시인이자 작가인 에드가 앨런 포우(Edgar Allan Poe)가 이 학교를 다니다 중퇴했다. 그런 이유 때문인지 영문과(Graduate program in English)는 전미 순위 6위로 높은 평판을 자랑한다. 이들 학과들 말고도 모든 학과가 높은 평판을 갖고 있다.
2025년 U.S. News & World Report 대학원 순위에서 버지니아대학교(University of Virginia, UVA)는 법학, 경영학, 교육학, 간호학 분야에서 우수한 평가를 받았다.
교육대학원(School of Education and Human Development) 은 전체 순위 6위를 기록했으며, 주로 하버드대학교, 뉴욕대학교, 노스웨스턴대학교, UC 버클리, 텍사스오스틴대학교 (University of Texas at Austin)와 비슷한 수준으로 평가된다. 공립 대학 기준으로는 교육대학원이 공동 4위를 기록하였으며, 버지니아 주 내에서는 최고의 대학원 교육기관으로서의 위치를 유지하고 있다.
법학전문대학원은 스탠퍼드 대학교, 예일 대학교, 시카고 대학교에 이어 미국 전체 4위를 차지하며, 2년 연속 전국 최상위권에 올랐다. 특히, U.S. News는 올해 처음으로 졸업생의 취업 유형에 따른 순위도 발표했는데, 로스쿨 졸업생의 대형 로펌 취업률에서 펜실베이니아 대학교와 컬럼비아 대학교와 함께 공동 2위를 기록했고, 연방 법원 서기직 취업률에서는 미시간 대학교와 공동 5위를 차지했다.
한편, UVA 다든 경영대학원(Darden School of Business)은 미국 내 공립 경영대학원 중 최초로 1위를 기록했으며, 전체 순위에서는 UC 버클리와 함께 공동 1위를 차지했다. 다든은 2024년에 2위, 그 전년도에는 3위였다. 전체 미국 대학원 경영대학원 중에서는 11위에 올랐다.
UVA 간호대학원(School of Nursing)도 높은 평가를 유지하고 있다. 간호학 석사(MSN) 프로그램은 공립 기준 13위, 전체 기준으로는 20위를 기록했으며, 간호학 박사(DNP) 프로그램은 공립 기준 34위, 전체 기준 47위로 평가되었다. UVA의 대학원 간호 프로그램은 미국 내 656개 석사 간호 프로그램 중 상위 3%, 433개 박사 프로그램 중 상위 11%에 해당한다.
이전 2024년 9월 발표된 US News 미국 대학 평가에서는 전미 순위(Best National Universities) 24위, 주립대 순위로는 UCLA(15위), UC Berkeley(17위), Michigan(21위)에 이어서 4위였다.  지난 수십년동안 전미 순위 20~25위권을 유지해왔다. 같은 평가에서 졸업률과 재등록률(graduation and retention)에서는 전미 주립대 1위, 전국 11위였다.
2023년 4월 발표된 Princeton Review의 best value colleges 평가에서 전미 주립대학 중 2위였다. 같은 기관의 학생들에 대한 재정보조(financial aid)평가에서는 2021년부터 3년 연속으로 전미 주립대학 1위였다. 그만큼 학교 재정이 탄탄하다.
몇년전 같은 기관에서 평가한 '학부 교육이 가장 뛰어난 대학'(A Strong Commitment to Undergraduate Teaching) 17위, 미국 고등학교 진학지도 교사 추천 대학(Top High School Guidance Counselors’ Picks) 22위, 4년 졸업률이 88프로로 상위 10위권이다. 2024년 Niche 주관 평가인 Top Public Universities in America 에서는 전체 주립대 중 UCLA, Michigan, Georgia Tech 에 이어서 4위를 차지하였다.
전체 학부 재학생의 70% 정도가 버지니아주 출신이며, 다른 주 출신이나 유학생이 합격하기기 비교적 어렵다. 이는 일정 퍼센트 이상의 학생을 버지니아주 안에서 받아야 한다는 조항이 버지니아 주법으로 정해있기 때문이다.
비슷한 수준의 주립대로는 Public Ivy의 UC Berkeley, University of Michigan 등의 미국 내 유수의 대학들이 꼽히며 비슷한 수준의 사립대로는 Emory, Carnegie Mellon 등의 대학들이 꼽힌다.
학교 규모(학부생 약 15,600명)는 버클리나 미시건 등 동급 주립대(약 30,000명)의 절반 수준이다. 적은 학생 규모와 높은 교육수준으로 주립대임에도 불구하고 명문 사립대 분위기가 강한 학교로 유명하다.

## 역사

### 설립

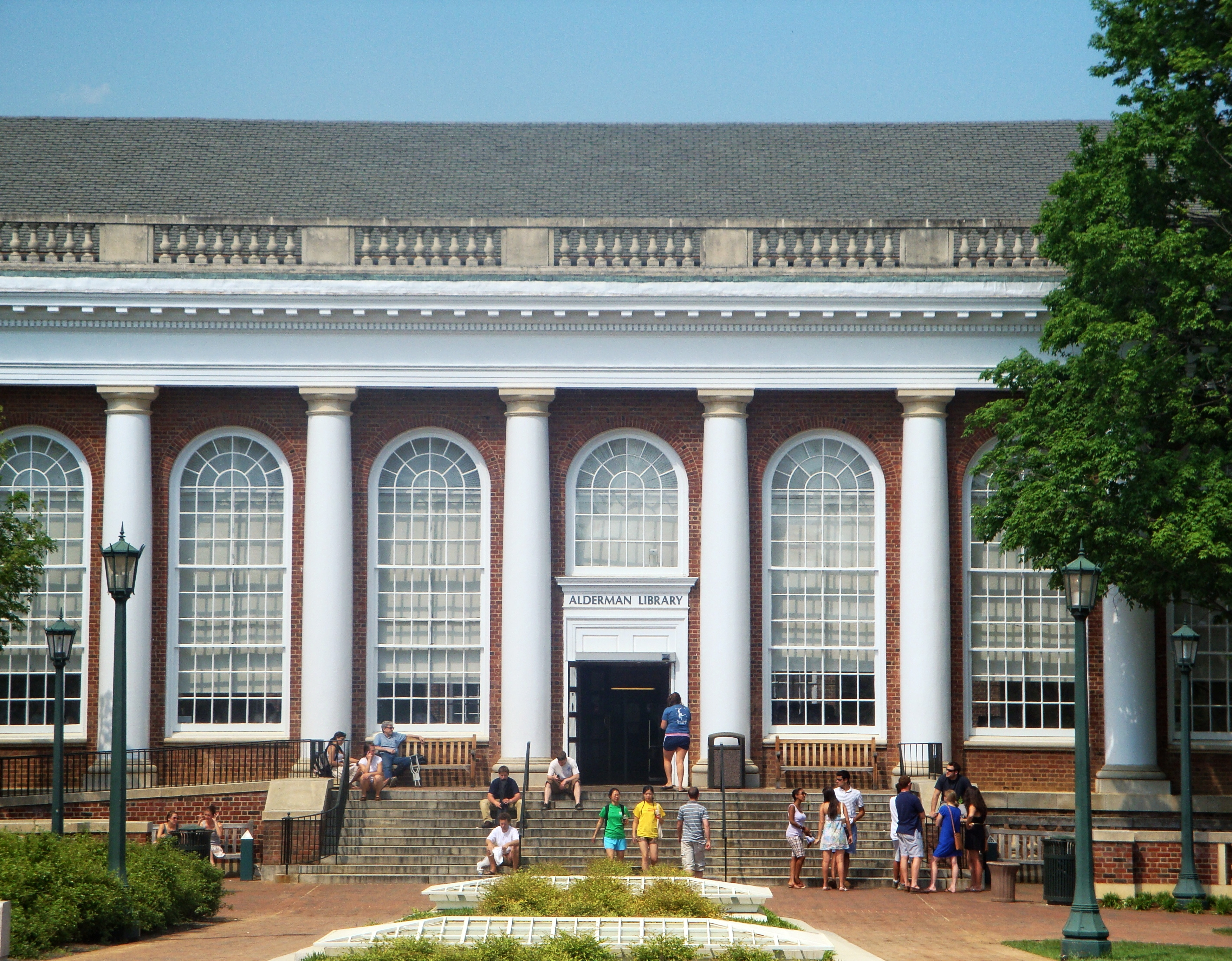
셰넌 도서관. 정치학 서적과 티베트 불교학 서적이 현재 미국내 최고 수준이다.

1819년에 토머스 제퍼슨 제 3대 미국 대통령에 의해 설립된 대학교이다. 그는 영국의 학자 조지프 프리스틀리의 권유로 대학 건립을 꿈꿔왔다가 자신의 임기 이후 버지니아 대학을 완공했고 같은 도시에 몬티첼로에서 거주하였다. 이후 초기 학계 임원이던 제 4대 미국 대통령 제임스 매디슨과 5대 대통령 제임스 먼로에 의해 여러 단과 대학이 설립ㆍ발전하고, 이 때에 미국 최초로 건축, 철학, 정치학, 천문학, 식물학 등을 세웠다. 토머스 제퍼슨 대통령은 미국에서 두 번째로 오래된 대학인 윌리엄 앤 메리 대학교대신 미국을 이끌어 나갈 인재를 키우기 위해 대학을 세웠고 (버지니아주의 두 번째 대학), 이 곳에 큰 애정을 쏟아 자신의 본업인 건축가로써 직접 건물을 설계하고 교육가로써 교육과정을 편성하였다. 후에 그는 묘비에 다음과 같이 써, 이 대학에 대한 열정을 표시하였다.
| 미국 독립 선언서의 기초자이자 버지니아 종교 자유법의 제안자, 그리고 버지니아 대학교의 아버지 토머스 제퍼슨, 여기 잠들다. |

### 발전
이 대학교는 토머스 제퍼슨의 별장 몬티첼로와 함께 역사를 나란히 하였고 후에 유네스코 세계유산에 등록되어 이는 대학교로써 유일하다. 후에 노스캐롤라이나 대학교와 툴레인 대학교 총장을 역임한 교육가 에드윈 앨더만 (Edwin Alderman)이 초대 교장으로 추대되었다. 그의 교장 초대 100주년을 맞아 학생 100%에게 장학금을 주는 제도를 채택하였고 그의 이름을 딴 도서관도 있다. 남북 전쟁 이전까지 하버드 대학교와 함께 최대의 명문 교육기관으로 명성을 쌓았다.

## 교육 및 연구

### 구성

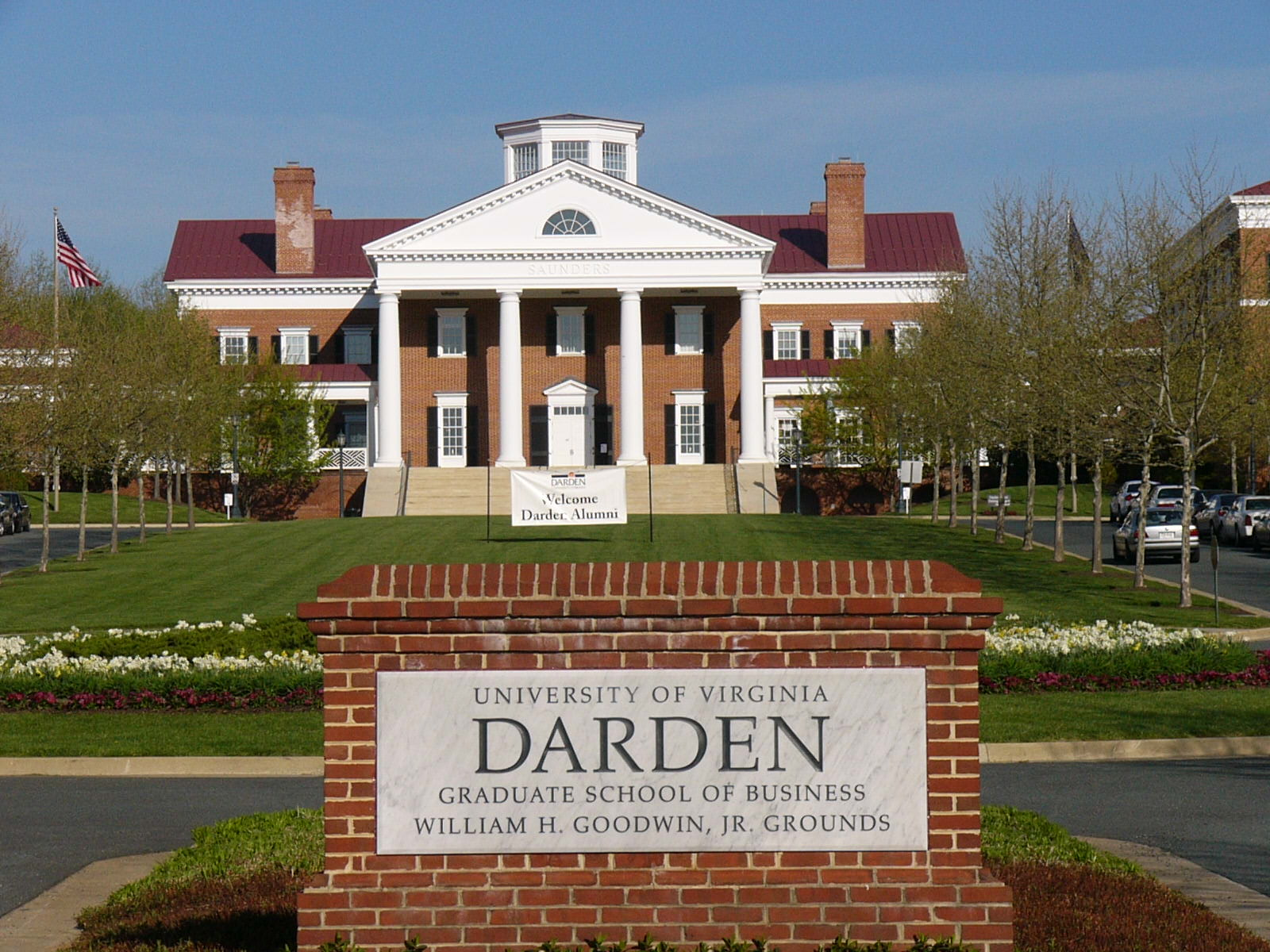
다든 경영대학원

- 건축대학ㆍ대학원(School of Architecture)
- 문리과대학ㆍ대학원(College and Graduate School of Arts & Sciences)
- 다든 경영대학원(Darden Graduate School of Business Administration)
- 맥인타이어 상학대학(McIntire School of Commerce)
- 평생전문대학원(School of Continuing and Professional Studies)
- 교육대학 및 교육대학원(School of Education and Human Development)
- 공학대학ㆍ대학원(School of Engineering and Applied Science)
- 법학대학원(School of Law)
- 의학대학원(School of Medicine)
- 간호대학ㆍ학원(School of Nursing)
- 프랭크 배튼 공공정책대학원(Frank Batten School of Leadership and Public Policy)
- 와이즈 캠퍼스 단과대학(University of Virginia's College at Wise)

4년제 종합 대학에 있을법한 학부 전공은 모두 개설되어 있다. 유명 학부 전공 프로그램으로는 위에 영문학, 정치, 역사, 경제, 경영, 법학, 생물, 화학, 천문학이 있다.
특히 경영학부의 경우 McIntire School of Commerce, 즉 맥킨타이어 경영대라 하여 학부 2학년 2학기 말에 지원하여 입학시 3학년부터 이 경영학부 전공을 들을 수 있다. 유펜의 와튼(Wharton School at the University of Pennsylvania) 다음으로 미국 내에서 제일가는 경영학부로 평가된다. 전체적으로 모든 문과 및 사회과학 계열 학과가 우수하며 이공계도 좋다.
버지니아 대학교는 대형 연구대학임에도 리버럴아츠와 기초학문에 중점을 둔 것을 자부하는 커리큘럼을 내세운다. 이점에서도 명문사립대학과 유사하다.

### 순위

#### 의학전문대학원 순위
NIH 연구비 기준(2023년), 버지니아대학교 의과대학은 미국 공립 의과대학 중 19위에 올랐다. 생의학공학 (1위), 분자생리학 및 생물물리학 (5위), 공중보건과학 (9위) 등 다수의 학과가 상위권에 이름을 올렸다.

### 학부 입학과 졸업 현황
2023년 졸업예정으로 2019년 가을에 입학한 학부 신입생 입학률은 23.8%로 지원자 40,869명중 9,726명이 합격했다.
입학 학생의 98%는 고등학교 내 상위 10%이다.
전미경제연구소의 조사 결과, 미국의 "우등생" (High Achiever)은 버지니아 대학교를 미국 남부에서 듀크 대학교 다음으로 선호한다고 답했다.
재학생 중 소수 민족 학생이 20% 이상이며, 동양계 학생이 전체 재학생중 약 11%, 아프리카계 미국인이 9%, 히스패닉계 4%이다.
2019년 《U.S. 뉴스 & 월드 리포트(U.S. NEWS & WORLD REPORT)》 기록에 의하면 버지니아대학교 졸업률은 미국 주립대 중 가장 높은 졸업률로 94%이다. 대학의 학구열과 학생 수준을 평가할 수 있는 졸업율은 전국 최상위이며 특히 아프리카계 미국인의 졸업률은 전국 1위이다.

### 학생 구성
학생수는 2만 3천 여명이며 학부생은 1만 3000여 명이다. 많은 학생 인구에도 불구하고 학생 대 교수 비율이 13:1 수준으로 교수와 가깝게 지낼 수 있는 기회가 많다. 대학원 중 경영대학원(MBA), 법학대학원(Law School), 의학대학원(Medical School) 모두 전국 5위로 평가 받는다. 《포츈》지 선정 500대 CEO를 가장 많이 배출한 대학이기도 하다.

## 캠퍼스
이 대학이 위치해 있는 중소 도시 샬러츠빌은 미국의 수도 워싱턴 D.C.에서 180 km (약 2시간30분) 거리이다. 사계절이 뚜렷하고 대체적으로 온화한 날씨의 버지니아주 북부에 위치하며, 이곳은 수도 워싱턴 D.C. 지역의 부유한 학생들과 정치가ㆍ외교관의 자녀들이 많이 입학하기로 유명하며 또한 모든 50개 주와 100여 국가 출신 학생들이 구성을 이루고 있다.
캠퍼스는 The Lawn을 중심으로 The Rotunda와 여러 Pavilion이 모여있고 도서관과 건축ㆍ경영ㆍ공과ㆍ문리대 또한 이에 가깝다. 대학 병원과 이 도시의 상점가 또한 대학가 내에 위치하고 있다.

### The Lawn
| (북서)        |                 |                 |                 | (북동)        |
| Pavillon I    | (The Lawn)      | (The Lawn)      | (The Lawn)      | Pavillon II   |
| Pavillon III  | (The Lawn)      | (The Lawn)      | (The Lawn)      | Pavillon IV   |
| Pavillon V    | (The Lawn)      | (The Lawn)      | (The Lawn)      | Pavillon VI   |
| Pavillon VII  | (The Lawn)      | (The Lawn)      | (The Lawn)      | Pavillon VIII |
| Pavillon IX   | (The Lawn)      | (The Lawn)      | (The Lawn)      | Pavillon X    |
| ("West Lawn") | (The Lawn)      | (The Lawn)      | (The Lawn)      | ("East Lawn") |
| Cocke Hall    | (The Lawn)      | (The Lawn)      | (The Lawn)      | Rouss Hall    |
| (남서)        | Old Cabell Hall | Old Cabell Hall | Old Cabell Hall | (남동)        |

### 건축 양식
건축 양식은 신 고전주의이고 이탈리아나 프랑스, 고대 로마의 영향을 받은 양식을 하고있다. 기둥과 돔, 아치 등 그리스와 로마의 건축법을 기본으로 따르고 있으며, 미국 남부의 영향을 받은 붉은 벽돌과 백색의 기둥이 특징이다. 독특한 양식 또한 존재하는데, 뱀 모양의 붉은 벽돌벽과 (Serpentine Walls) 로툰다 (Rotunda)로 불리는 건물이 상징적이다.
다음은 버지니아 대학교의 전경이다.

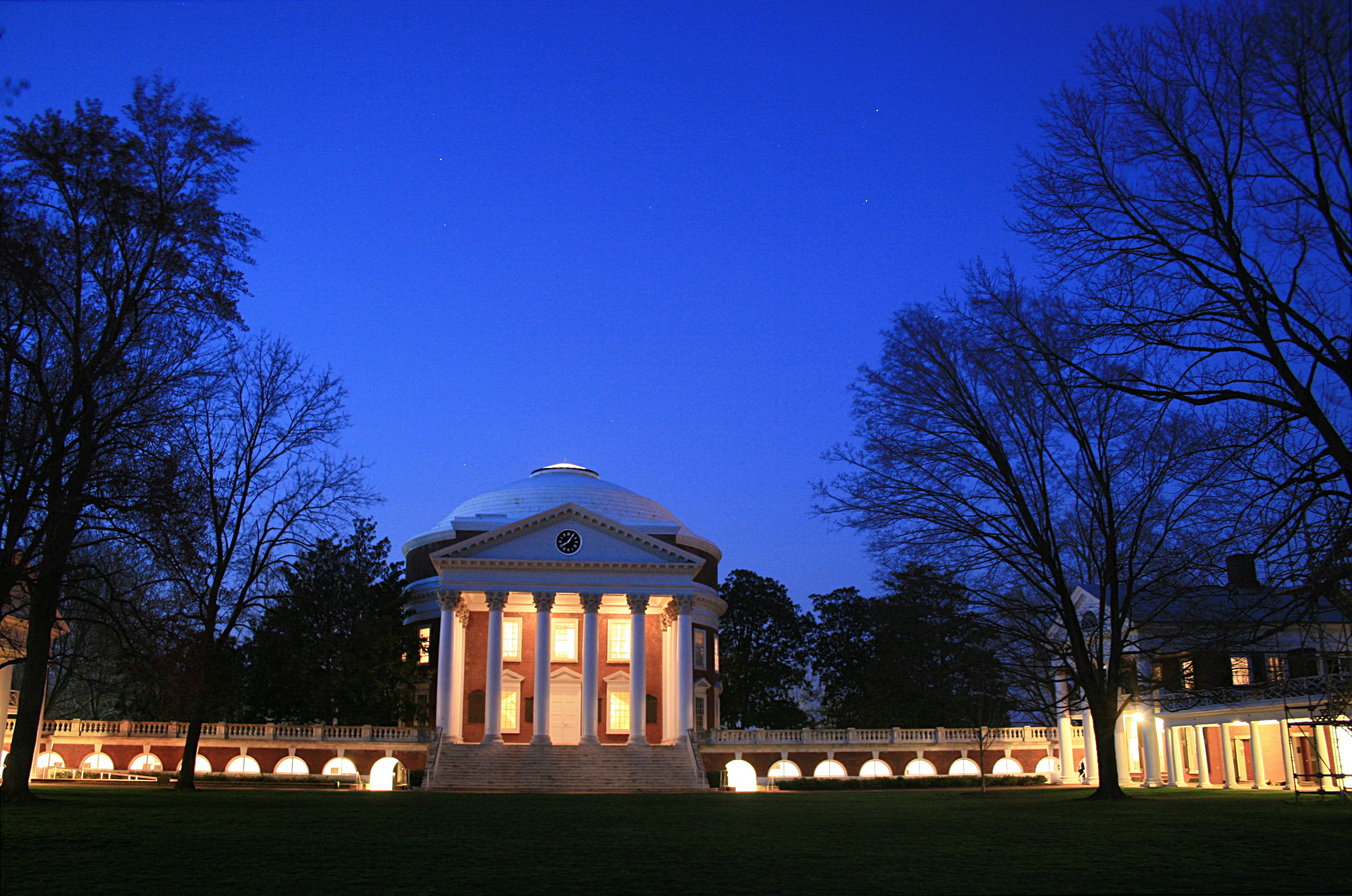
황혼녘의 로툰다
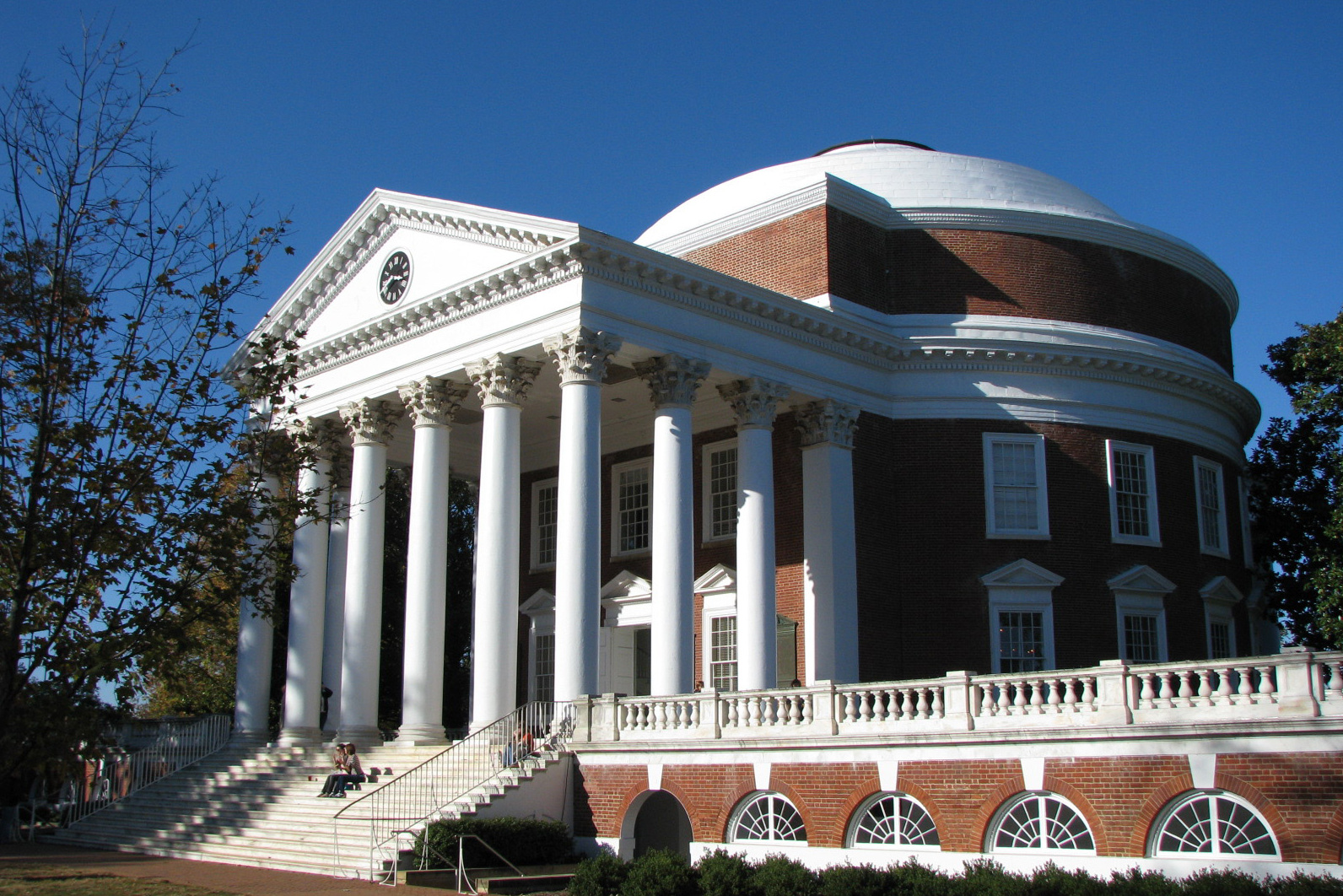
로툰다
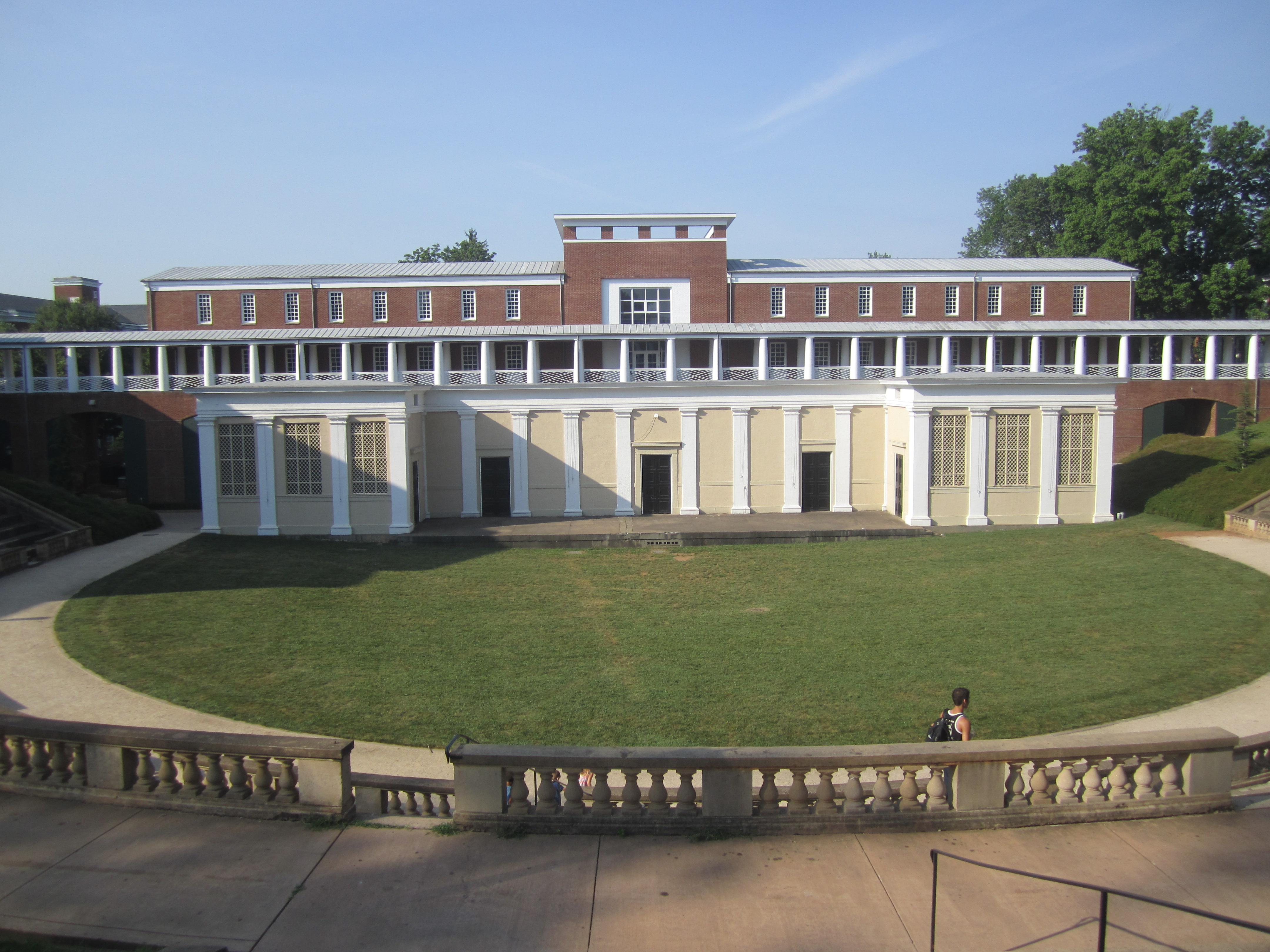
원형극장
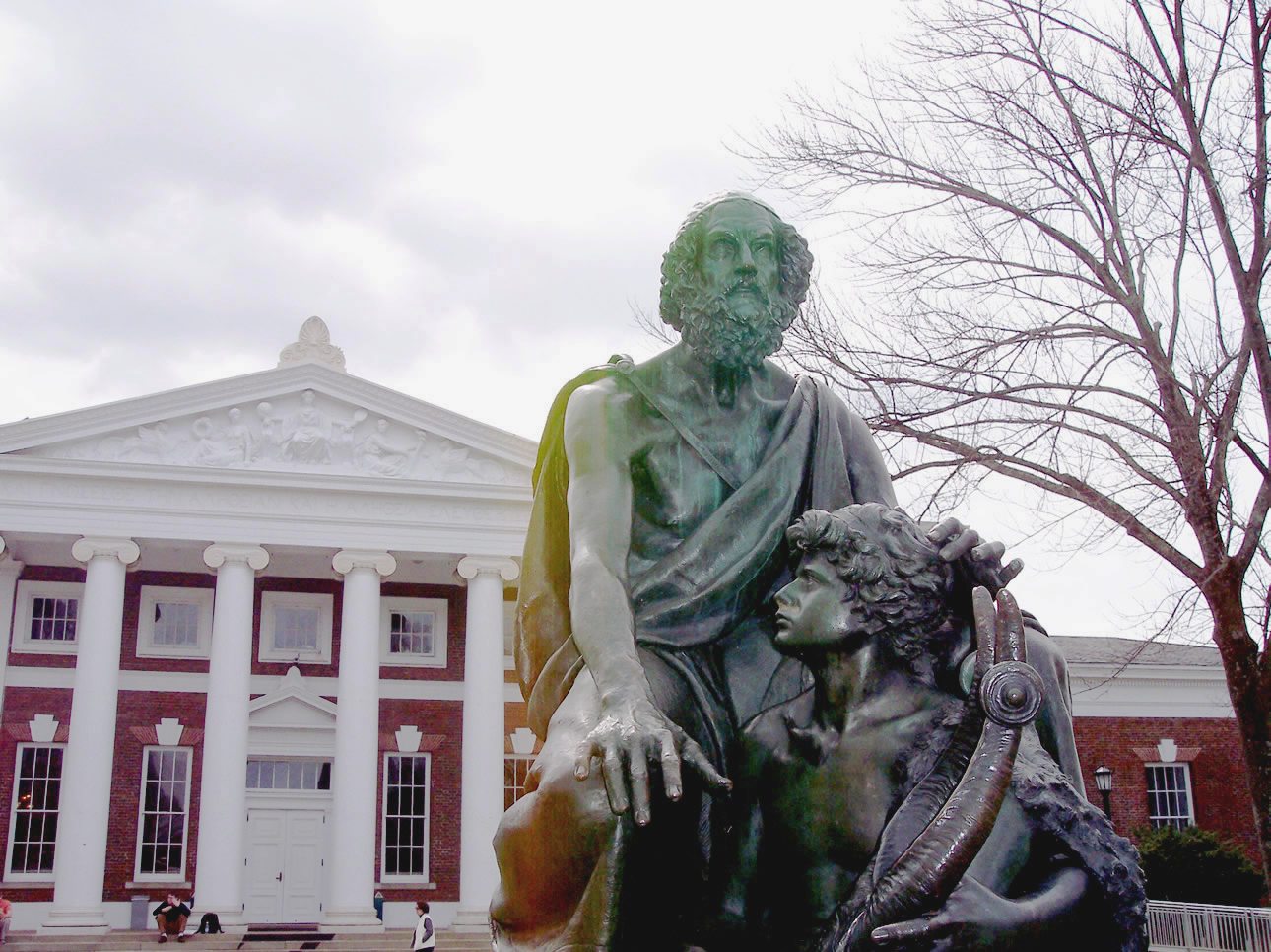
호메로스 동상
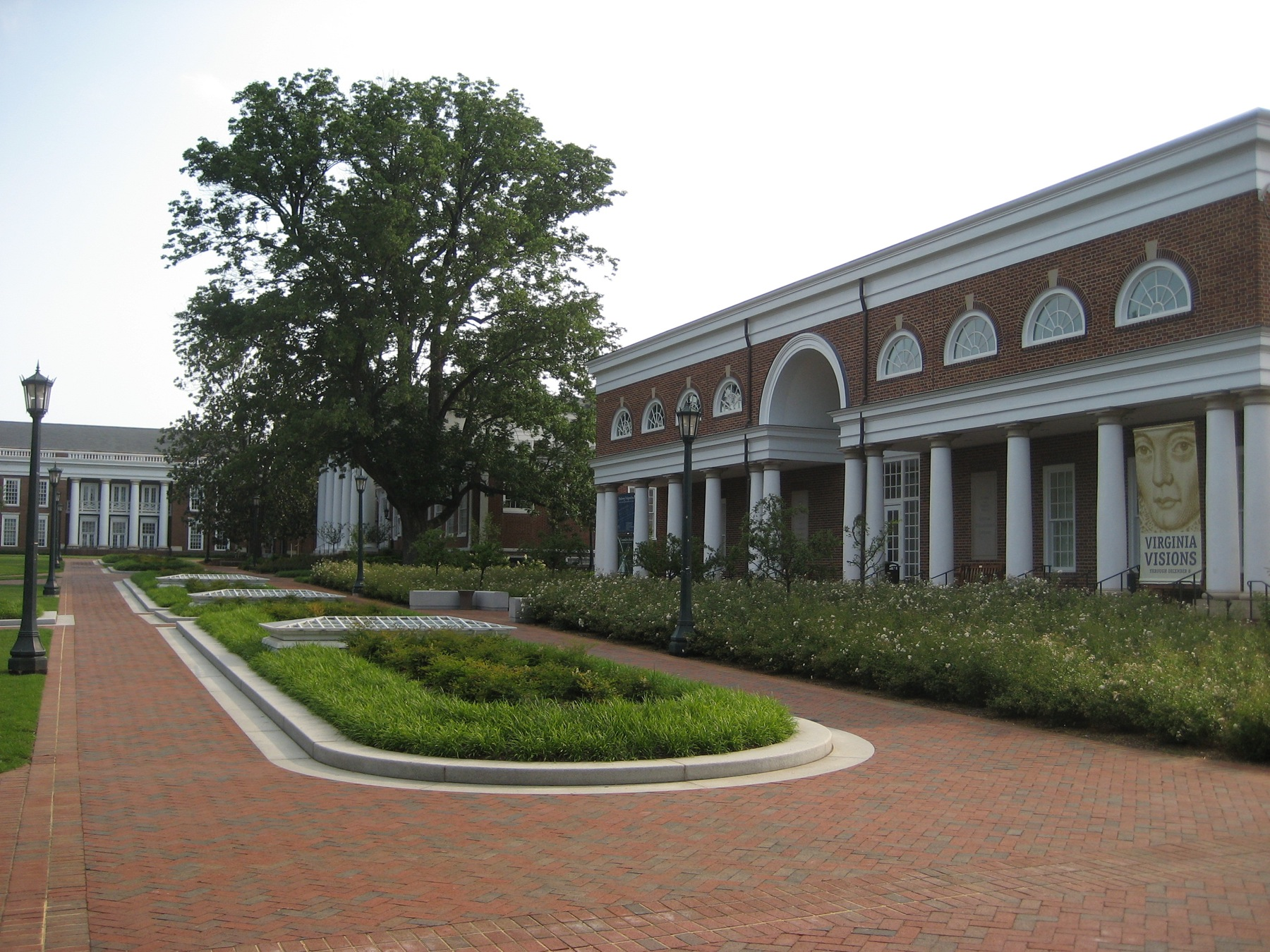
도서관과 Monroe Hall

## 전통

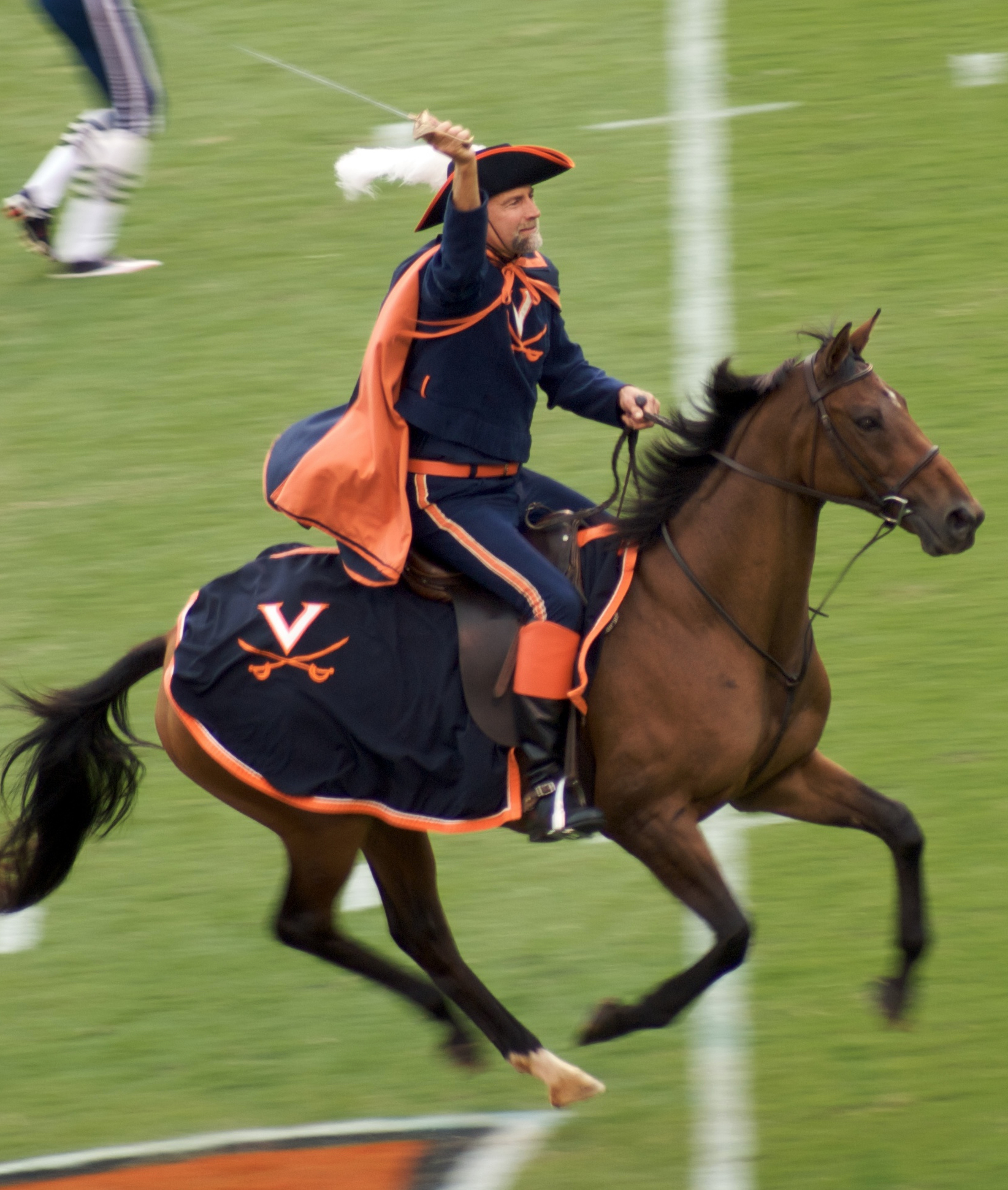
버지니아 용사 마스코트 복장을 한 남자

오래된 역사와 함께 다양하고 독특한 전통이 내려오고있다. 독특한 전통의 예로, 이 학교는 모토와 비전을 따로 채택하고 있지 않다. 토머스 제퍼슨의 가치관 때문에 교장이 없었다 (대신 여러 위원들이 일을 맡았다, 그 중 대통령이 세 명이다); 마스코트가 동물이 아닌, 말을 탄 인간의 형태를 지닌다; 모든 미국의 학교와 다르게 학년을 다르게 부른다 (1st year-4th year).

### 비밀 조직

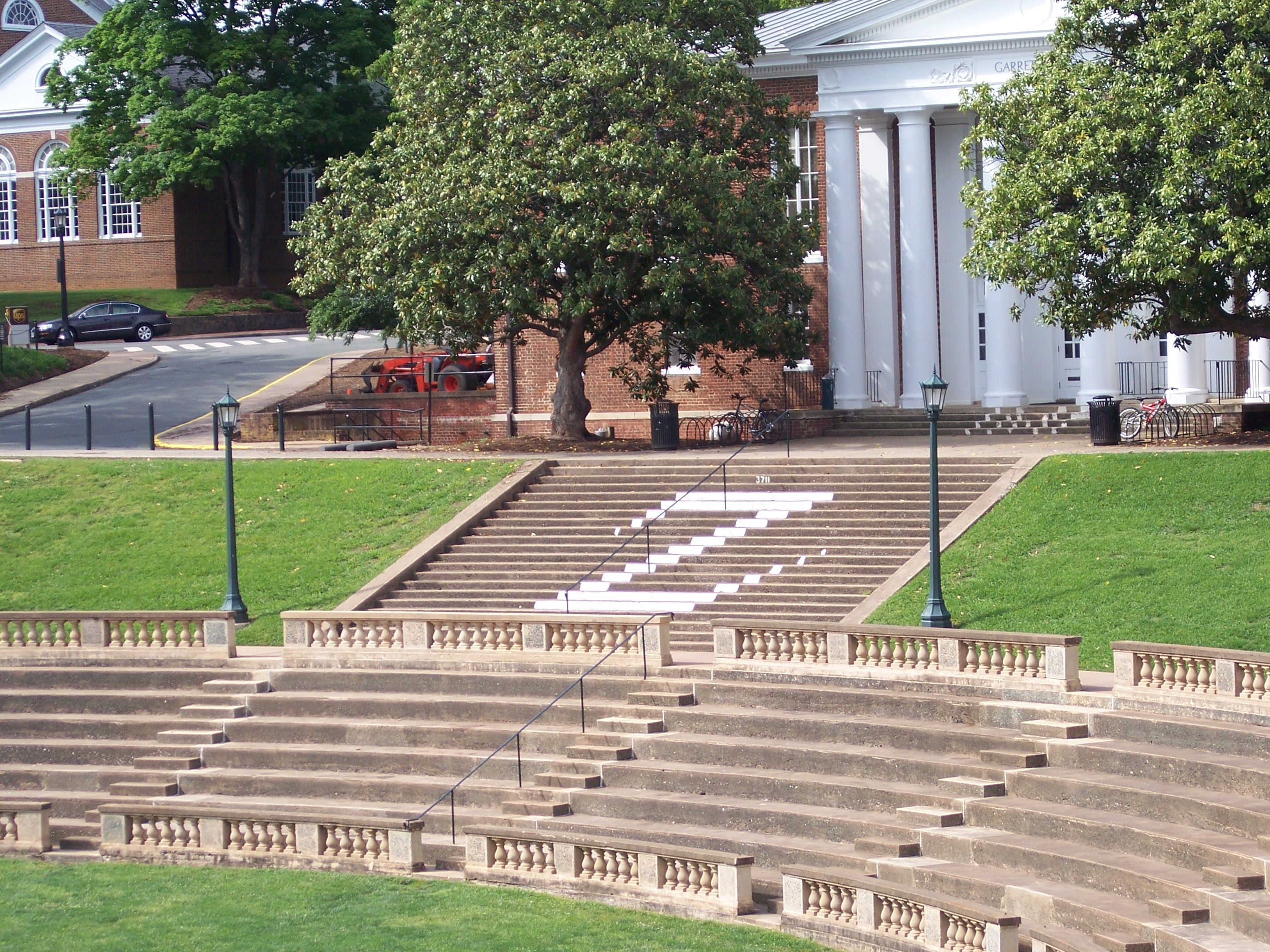
비밀조직 중 하나인 "Z Society"

이 대학은 전 세계 대학 중 비밀 클럽이 가장 많고 활발한 대학이다.
일부를 제외하곤 주로 봉사와 역사 탐구, 종교적 목적으로 존재하며,
회원과 창립 기원을 알 수 없다. 캠퍼스 곳곳에 이 비밀 조직의 심볼이 새겨있다.

### 명예 규칙

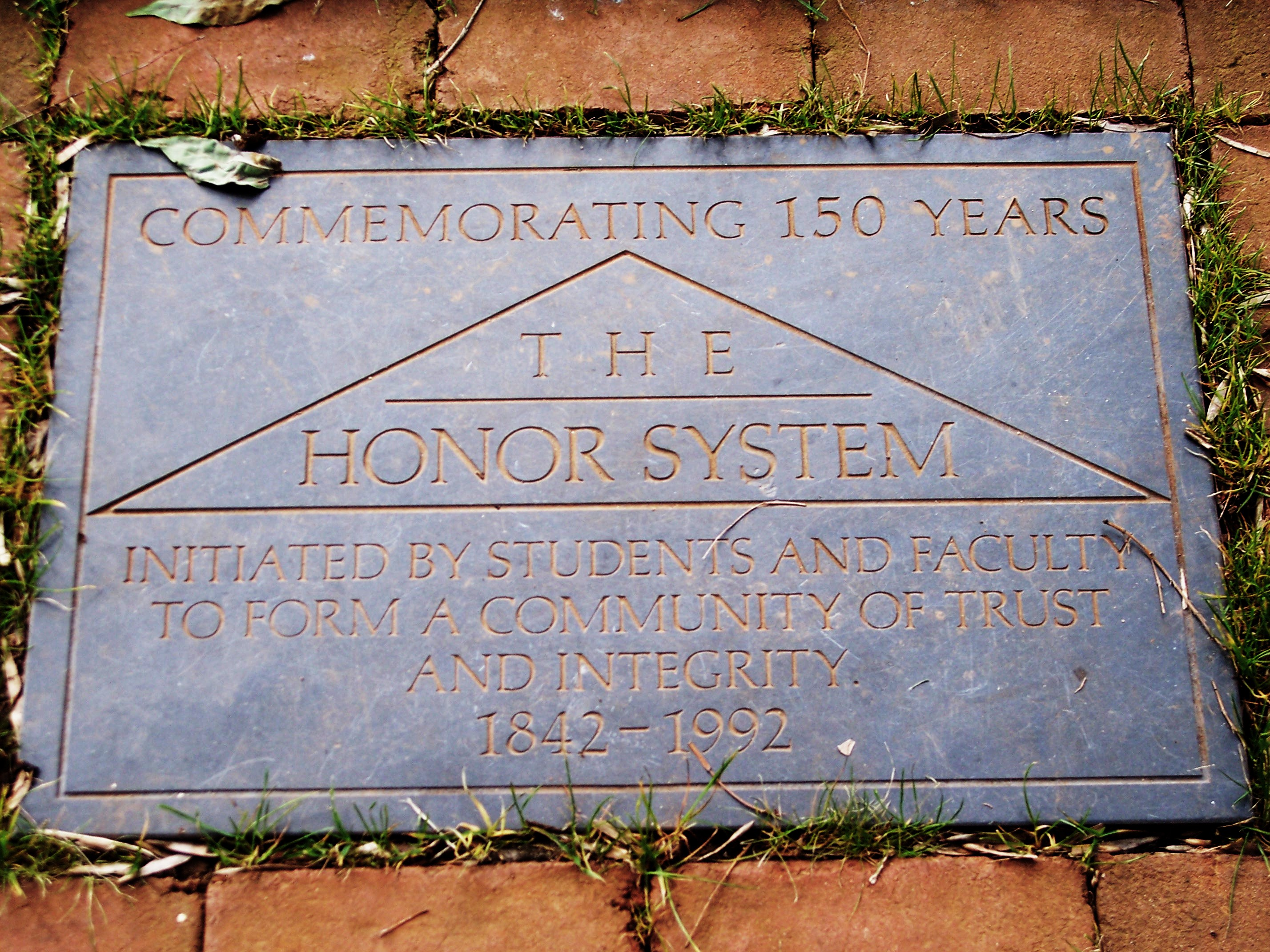
150년 전에 세워진 명예 규칙

이 학교의 전통과 규범을 잘 나타내면서도 독특한 학생 규례가 따로 존재하는데 이는 바로 Honor System (Honor Code)이다. 이 선서에 따르면 시험 부정 행위, 절도, 거짓말을 절대 금지한다.

## 저명한 동문

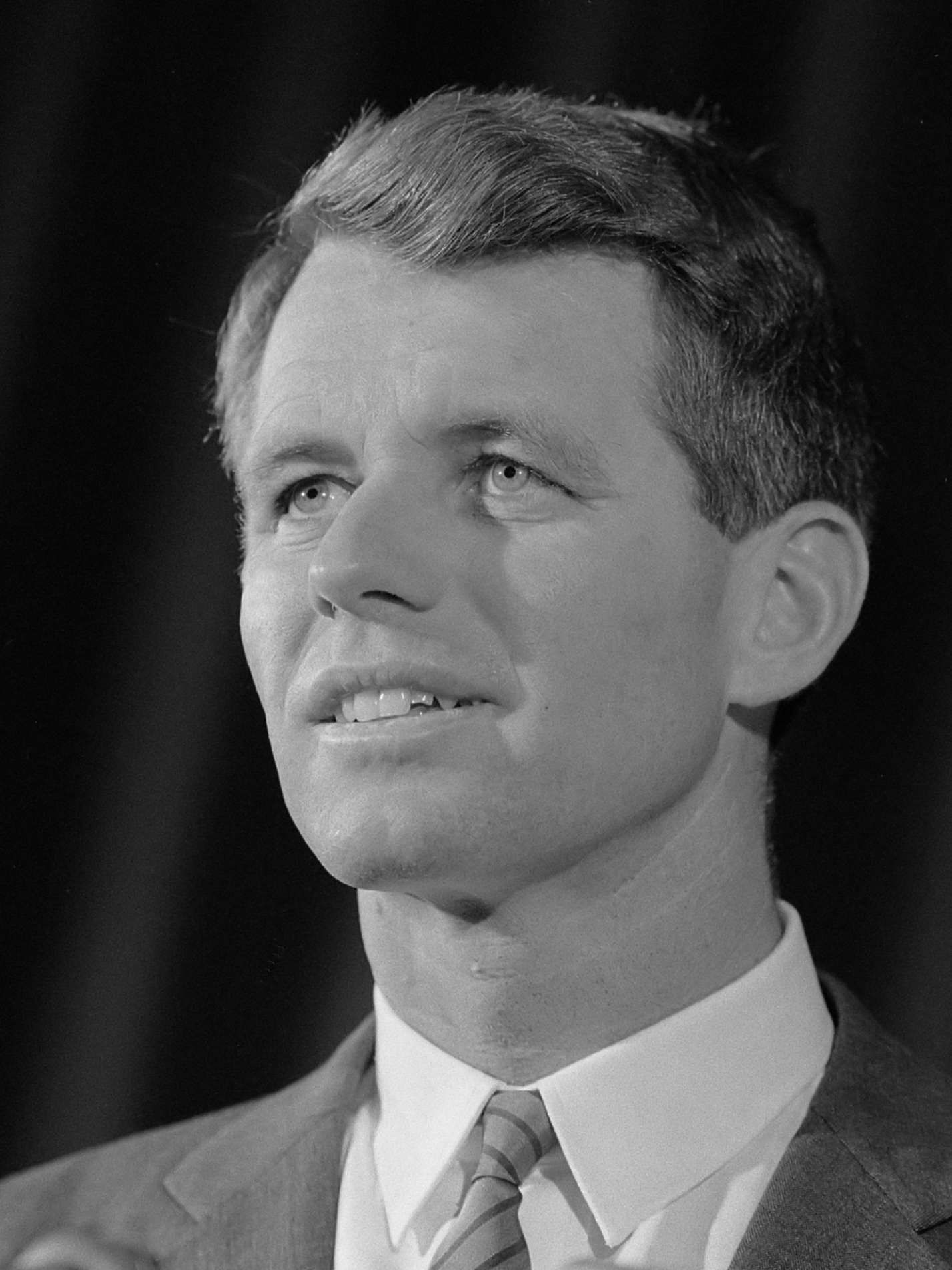
로버트 F. 케네디, 로스쿨 LL.B., 1951

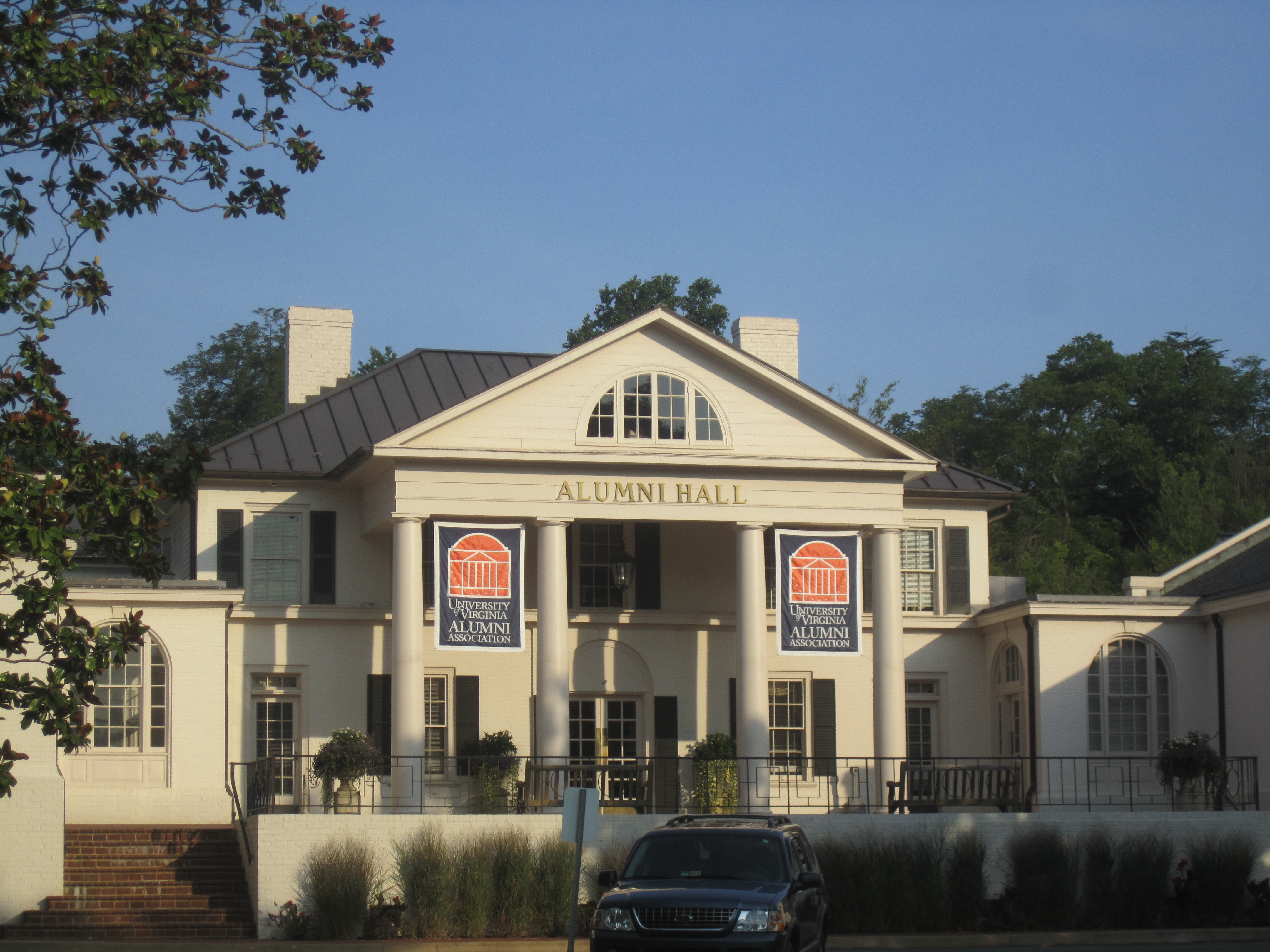
동문회관

제28대 대통령 우드로 윌슨이 로스쿨을 다녔었다. 그 외에 유명한 동문으로는 전 국무장관 에드워드 스테티니어스, 전 법무장관 로버트 F. 케네디, 전 연방 상원의원 에드워드 M. 케네디, 서유럽 연합 사무총장 하비에르 솔라나, 미국 낭만주의를 대표하는 시인/작가 에드거 앨런 포, 노벨 경제학상 수상자 제임스 M. 뷰캐넌, 화가 조지아 오키프, 탐험가 리처드 에벌린 버드, 컴퓨터과학자 존 배커스, ABC 뉴스 캐스터 케이티 커릭, 희극배우 겸 《30 ROCK》제작자 티나 페이, 캘리포니아 대학교 총장 재닛 나폴리타노 등이 있다.

## 같이 보기
- 버지니아 대학교 법학대학원